# ロートヴァイス・エッセン
ロート＝ヴァイス・エッセン（Rot-Weiß Essen e. V.）は、ドイツ西部ノルトライン＝ヴェストファーレン州の工業都市エッセンに本拠地を置くサッカークラブである。
2005年にレギオナルリーガから2. ブンデスリーガに昇格したが、そのシーズンに再び降格した。1970年代にはブンデスリーガ1部に在籍していたこともある古豪。映画「ベルンの奇蹟」にも登場する元西ドイツ代表FWヘルムート・ラーンが所属していたクラブとして有名である。

## 略歴
- 1907年　クラブ創立
- 1952/53 DFBポカール決勝でアレマニア・アーヘンを2:1で下し初優勝
- 1954/55 OL（オーバーリーガ）Westで優勝 　その後のドイツ選手権決勝で1FCカイザースラウテルンを4:3で下して国内チャンピオンに
- 1963/64 ブンデスリーガ開幕 16クラブの中には入れず、レギオナルリーガ（西部）に所属
- 1966/67 ブンデスリーガ昇格 18位（6勝13分15敗）1シーズンでレギオナルリーガに降格
- 1969/70 ブンデスリーガ昇格 12位（8勝15分11敗）70/71 18位（7勝8分19敗）でレギオナルリーガに降格
- 1973/74～76/77 ブンデスリーガ1部に在籍　73/74 13位（10勝11分13敗）74/75 12位（10勝12分12敗）75/76 8位（13勝11分10敗）76/77 18位（7勝8分19敗）
- 1984/85 オーバーリーガ（OL）Nordrhein（3部）に降格
- 1986/87 ブンデスリーガ2部に昇格
- 1991/92 OL Nordrhein（3部）に降格
- 1993/94 ブンデスリーガ2部に昇格 DFBポカールで決勝進出、ヴェルダー・ブレーメンに1:3で敗れ準優勝
- 1994/95 レギオナルリーガ（RL）West/SW（3部）に降格
- 1996/97 ブンデスリーガ2部に昇格
- 1997/98 RL West/SW（3部）に降格
- 1998/99 OL Nordrhein（4部）に降格
- 1999/00 RL West/SW（3部）に昇格
- 2004/05 ブンデスリーガ2部に昇格
- 2006/07 ブンデスリーガ2部15位（最終節に逆転降格）

## タイトル

### 国内タイトル
- ドイツ・サッカー選手権：1回
  - 1954-55
- レギオナルリーガ・ヴェスト：1回
  - 2021-22
- DFBポカール：1回
  - 1952-53

### 国際タイトル
- なし

## 過去の成績
| シーズン | ディビジョン               | ディビジョン | ディビジョン | ディビジョン | ディビジョン | ディビジョン | ディビジョン | ディビジョン | ディビジョン | DFBポカール  |
| シーズン | リーグ                     | 試           | 勝           | 分           | 敗           | 得           | 失           | 点           | 順位         | DFBポカール  |
| -------- | -------------------------- | ------------ | ------------ | ------------ | ------------ | ------------ | ------------ | ------------ | ------------ | ------------ |
| 2011-12  | レギオナルリーガ・ヴェスト | 36           | 15           | 7            | 14           | 52           | 57           | 52           | 8位          |              |
| 2012-13  | レギオナルリーガ・ヴェスト | 38           | 19           | 9            | 10           | 63           | 50           | 66           | 4位          |              |
| 2013-14  | レギオナルリーガ・ヴェスト | 36           | 14           | 10           | 12           | 54           | 48           | 52           | 9位          |              |
| 2014-15  | レギオナルリーガ・ヴェスト | 34           | 16           | 8            | 10           | 58           | 38           | 56           | 5位          |              |
| 2015-16  | レギオナルリーガ・ヴェスト | 36           | 12           | 12           | 12           | 48           | 49           | 48           | 12位         |              |
| 2016-17  | レギオナルリーガ・ヴェスト | 34           | 14           | 13           | 7            | 48           | 35           | 55           | 5位          |              |
| 2017-18  | レギオナルリーガ・ヴェスト | 34           | 12           | 13           | 9            | 55           | 43           | 49           | 10位         |              |
| 2018-19  | レギオナルリーガ・ヴェスト | 34           | 13           | 7            | 14           | 42           | 40           | 46           | 8位          |              |
| 2019-20  | レギオナルリーガ・ヴェスト | 24           | 16           | 3            | 5            | 43           | 25           | 51           | 3位          |              |
| 2020-21  | レギオナルリーガ・ヴェスト | 40           | 27           | 9            | 4            | 90           | 28           | 90           | 2位          | 準々決勝敗退 |
| 2021-22  | レギオナルリーガ・ヴェスト | 38           | 26           | 9            | 3            | 84           | 32           | 87           | 1位          |              |
| 2022-23  | 3. リーガ                  |              |              |              |              |              |              |              | 位           |              |

## 欧州の成績
| シーズン | 大会                     | ラウンド | 対戦相手       | ホーム | アウェー | 合計 |  |
| -------- | ------------------------ | -------- | -------------- | ------ | -------- | ---- |  |
| 1955-56  | UEFAチャンピオンズカップ | 1回戦    | ハイバーニアン | 0-4    | 1-1      | 1-5  |  |

## 歴代所属選手

### GK
- ヘンドリック・ボンマン 2009-2013

### DF
- オットー・レーハーゲル 1960-1963

### MF
- マリオ・バスラー 1989-1991
- ビョルン・ゴルトバエク 2003-2005

### FW
- ヘルムート・ラーン 1951-1959
- マンフレート・ブルクスミュラー 1969-1976
- ホルスト・ルベッシュ 1975-1978
- フランク・ミル 1975-1981
- ディルク・ファンデルフェン 2003-2004
- ソロモン・オコロンコ 2007